# Ryno Liebenberg
Ryno Liebenberg (født 12. december 1983 i Krugersdorp) er en sydafrikansk professionel bokser, der konkurrerer i letsværvægt. Liebenberg blev professionel i 2010 og har bemærkelsesværdige sejre over Johnny Muller (2 gange) og Denis Grachev. Han har tabt til Eleider Álvarez, Thomas Oosthuizen, Erik Skoglund og Enrico Kölling (2 gange).